# 高靖生
高靖生（1976年6月—），湖南宁乡人，中华人民共和国政治人物。

## 生平
1976年6月，高靖生出生在湖南省宁乡县（今宁乡市）。1992年，高靖生进入宁乡师范学校学习，同时参加湘潭大学自考大专班文秘专业学习，1995年毕业。1995年7月，高靖生分配至沩山中学执教，期间他参加了湖南师范大学中文系汉语言文学专业学习，1996年6月加入中国共产党。2000年9月，高靖生在湘潭师范学院（今湖南科技大学）中文系文艺学专业读硕士研究生，2003年2月毕业，并且前往浙江大学哲学系外国哲学专业读博士研究生，2005年12月前往清华大学人文社会科学学院科技所成为一名博士后研究人员。
2007年11月，高靖生分配至张家界市人民政府办公室成为一名党组成员，次月起兼任副秘书长，2012年2月起兼任同市残疾人联合会党组书记。2014年9月，高靖生调任中共慈利县委副书记，次月起兼任副县长，2015年10月任代理县长，12月正式任县长，2021年5月升任中共慈利县委书记。2022年1月，高靖生调任张家界市人民政府副市长。